# Lévrier Taïgan
Le Lévrier Taïgan  est un lévrier communément utilisé pour la chasse, au Kirghizistan. Non reconnu officiellement par la Fédération cynologique internationale, il l'est néanmoins par le RKF (standard russe) et la Société Cynologique du Kirghizistan.

## Description
Ce lévrier, proche du lévrier afghan, a une bonne vue et un bon odorat. Il ne craint ni la chaleur ni le froid. Rapide, il est apte à chasser sur de longues distances et à de hautes altitudes. Il est utilisé pour chasser le renard, la marmotte, le blaireau et le chat sauvage. Dans le temps, le taïgan chassait parfois en association avec un Aigle royal. Un taïgan mature est capable d'affronter le loup face à face. Ce chien est moins rapide que son cousin Tazi, mais démontre une aptitude phénoménale à l'escalade, notamment, en chassant des Argalis dans les montagnes.

## Histoire
Ce lévrier est issu de croisements pour la chasse dans l'espace montagneux de Kirghizie (monts Tian-Shan ou Pamir entre autres).

## Caractère

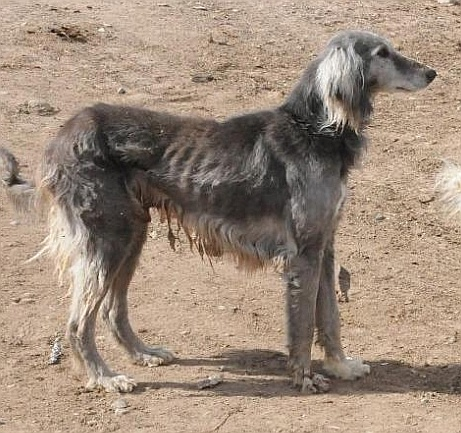
Lévrier taïgan.